# 南萬春
南 萬春（ナム・マンチュン、1892年  - 1938年）は、朝鮮系ロシア人の抗日運動家、革命家。

## 人物
アムール州で出生し、1914年にギムナジウムを卒業。同年にキエフ（当時ロシア帝国領）の医科大学に入学予定であったが、第一次世界大戦勃発により徴兵された。1917年のロシア革命後に社会主義運動に参加し、内戦が激化する中、白軍の追跡を逃れてイルクーツクに移り、同地でボリシェヴィキに入党した。1920年には、ロシアに帰化した朝鮮人をまとめて、韓族部を設立し、翌年には高麗共産党イルクーツク派に改編した。上海派とイルクーツク派の派閥対立が深刻化すると、コミンテルンにより、朝鮮人の統一された共産党を組織する目的でコルビューロー（꼬르뷰로）が設立されるが、南萬春は一線を画し、主としてボリシェヴィキの一員として活動した。1938年にヨシフ・スターリンにより粛清された。